# 神奈川県の島一覧
神奈川県の島一覧（かながわけんのしまいちらん）とは、神奈川県にある島（岩礁、人工島等を含む）をまとめたものである。

## あ行
- 海獺島（あしかしま） - 久里浜港沖の岩礁。灯台を有する（北緯35度12分44秒 東経139度44分8秒 / 北緯35.21222度 東経139.73556度）
- 吾妻島（あづましま） - 横須賀市にある島。全域が米軍の軍事施設（北緯35度18分3.77秒 東経139度39分0.18秒 / 北緯35.3010472度 東経139.6500500度）
- 姥島（うばじま） - 茅ヶ崎市の沖合にある島。「烏帽子岩」の別名で知られる（北緯35度18分8秒 東経139度24分57秒 / 北緯35.30222度 東経139.41583度）
- 江の島（えのしま） - 藤沢市にある陸繋島（北緯35度18分0秒 東経139度28分40秒 / 北緯35.30000度 東経139.47778度）
- 扇島（おうぎじま） - 横浜市と川崎市にまたがる人工島（北緯35度28分51.52秒 東経139度43分11.6秒 / 北緯35.4809778度 東経139.719889度）
- 尾が島（おがしま） - 横須賀市の長者ヶ崎の南にある無人島（北緯35度14分53秒 東経139度34分36秒 / 北緯35.24806度 東経139.57667度）

## か行
- 笠島（かさしま） - 猿島付近の岩礁（北緯35度17分5.5秒 東経139度41分23秒 / 北緯35.284861度 東経139.68972度）、天神島付近の無人島（北緯35度13分26秒 東経139度35分57秒 / 北緯35.22389度 東経139.59917度）など数箇所に存在
- 亀城礁（かめぎしょう） - 横須賀市の荒崎沖にある岩礁。灯台がある（北緯35度11分55秒 東経139度35分5秒 / 北緯35.19861度 東経139.58472度）
- 毛無島（けなしじま） - 横須賀市の小田和湾内、天神島の東にある無人島（北緯35度13分14秒 東経139度36分47秒 / 北緯35.22056度 東経139.61306度）

## さ行
- 猿島（さるしま） - 横須賀市にある島。東京湾唯一の天然の島（北緯35度17分10.13秒 東経139度41分39.03秒 / 北緯35.2861472度 東経139.6941750度）
- 城ヶ島（じょうがしま） - 三浦市にある島。ホテルなども建てられている（北緯35度8分1秒 東経139度37分10秒 / 北緯35.13361度 東経139.61944度）

## た行
- 天神島（てんじんじま） - 横須賀市にある島。ヨットハーバーを有する（北緯35度13分19.04秒 東経139度36分11.9秒 / 北緯35.2219556度 東経139.603306度）

## な行
- 名島（なじま） - 葉山町にある無人島。「菜島」とも表記される（北緯35度16分16秒 東経139度33分38秒 / 北緯35.27111度 東経139.56056度）
- 野島（のじま） - 横浜市金沢区の平潟湾に浮かぶ島（北緯35度19分39.48秒 東経139度38分1.6秒 / 北緯35.3276333度 東経139.633778度）

## は行
- 八景島（はっけいじま） - 横浜市にある人工島。全域が横浜・八景島シーパラダイスの敷地となっている（北緯35度20分12秒 東経139度38分43秒 / 北緯35.33667度 東経139.64528度）
- 東扇島（ひがしおおぎしま） - 川崎市にある人工島。扇島の東辺りにある（北緯35度29分48.58秒 東経139度45分22.4秒 / 北緯35.4968278度 東経139.756222度）
- 平島（ひらしま） - 茅ヶ崎市の沖合にある岩礁群の島（北緯35度18分46.43秒 東経139度23分56.4秒 / 北緯35.3128972度 東経139.399000度）
- 琵琶島（びわじま） - 横浜市の平潟湾に浮かぶ小島。神社がある（北緯35度19分52.93秒 東経139度37分21.25秒 / 北緯35.3313694度 東経139.6225694度）
- 弁天島（べんてんじま） - 真鶴町の岩海水浴場にある岩礁の島（北緯35度9分46.4秒 東経139度8分27秒 / 北緯35.162889度 東経139.14083度）

## ま行
- 三ツ石（みついし） - 真鶴岬先端の陸繋島（北緯35度8分18秒 東経139度9分47秒 / 北緯35.13833度 東経139.16306度）
- 三ツ磯（みついそ） - 金田湾内の岩礁（北緯35度11分50.3秒 東経139度41分32.4秒 / 北緯35.197306度 東経139.692333度）

## や行
- 横瀬島（よこせじま） - 剱崎西側の無人島（北緯35度8分15秒 東経139度39分48秒 / 北緯35.13750度 東経139.66333度）

## わ行
- 和賀江島（わかえじま） - 鎌倉市材木座の沖合にある、鎌倉時代に作られた人工島（北緯35度18分2秒 東経139度33分2秒 / 北緯35.30056度 東経139.55056度）